# (74062) 1998 KR33
(74062) 1998 KR33 – planetoida z pasa głównego asteroid okrążająca Słońce w ciągu 3,32 lat w średniej odległości 2,22 j.a. Odkryta 22 maja 1998 roku.